# HD 217484
HD 217484，又名CD-2918537，SAO 191581、HR 8754，是一颗恒星，视星等为5.55，位于銀經22.39，銀緯-65.68，其B1900.0坐标为赤經22h 55m 51.8s，赤緯-29° -65.68′ 25″。